# ハリー奪還
『ハリー奪還』（ハリーだっかん、原題：Let's Get Harry）は、1986年制作のアメリカ合衆国のアクション映画。監督はスチュアート・ローゼンバーグだが、名義はアラン・スミシーである。

## あらすじ
南米コロンビアで、アメリカ大使のダグラスと現地でダム建設に携わっているアメリカ人技師のハリーが、オチョバー率いる麻薬組織に誘拐された。
イリノイ州の小さな町オーロラに住むハリーの弟コーリーはこのニュースに大きな衝撃を受ける。コーリーはワシントンに出向き、ハリーの救出を政府に懇願するが、彼らの腰は重たい。
そこでコーリーは自らの手で救出する事を決意、仲間のスペンス、カート、ボブを誘い、さらにゲリラ戦のプロ・シュライクを雇い、ジャックの資金提供を得た。
6人はコロンビア入りし、救出作戦の手筈を整え、敵の潜むジャングルへと入るのだが…。

## キャスト
- シュライク：ロバート・デュヴァル
- ジャック：ゲイリー・ビジー
- コーリー：マイケル・シューフリング
- ハリー：マーク・ハーモン
- スペンス：グレン・フライ
- カート：リック・ロソヴィッチ
- ボブ：トーマス・F・ウィルソン
- ダグラス：ブルース・グレイ
- ハリー・シニア：ベン・ジョンソン
- オチョバー：ギレルモ・リオス
- ウォルト：マット・クラーク
- ベロニカ：エルピディア・カリロ
- アルフォンソ：グレゴリー・シエラ
- ディーン：ジェリー・ハーディン

## 関連作品
同じように主人公が国から見捨てられた仲間を自らの手で助けに行く設定の映画
- 地獄のヒーロー
- 地獄の7人
- アイアン・イーグル
- ランボー3/怒りのアフガン